# Contrôleur de jeu
Ne doit pas être confondu avec Manette de jeu.
Un contrôleur de jeu est un appareil qui permet de contrôler un ou plusieurs éléments d'un jeu vidéo. D'un point de vue informatique, il s'agit donc d'un périphérique d'entrée. Habituellement, ces contrôleurs de jeu sont reliés à une console de jeux vidéo ou à un ordinateur personnel et il s'agit de l'un des matériels suivants : clavier, souris, manette, joystick, paddle, ou encore tout autre appareil conçu pour le jeu et capable de recevoir des instructions. Il existe également des contrôleurs de jeu destinés à un usage en particulier comme le volant pour les jeux de course et le pistolet optique pour les jeux de tir. Certains autres périphériques ont une utilisation comme contrôleurs de jeu mais ne se limitent pas en particulier au jeu vidéo comme les claviers et souris en informatique.

## Brève vue d'ensemble
Les contrôleurs de jeu peuvent être utilisés pour diriger les mouvements ou actions des éléments d'un jeu vidéo. Ces éléments contrôlés dépendent du jeu en question, mais un exemple typique serait le héros principal du jeu. Les manettes qui sont les contrôleurs de jeu les plus répandus peuvent comporter de quelques boutons à une douzaine et voire plus, ainsi que plusieurs touches multi-directionnelles. Cela permet ainsi de contrôler les mouvements et déplacements dans trois directions au maximum, les autres boutons quant à eux permettent de réaliser des actions rapides. L'utilisation des manettes ne s'est pas arrêtée aux consoles de jeux car leur facilité d'utilisation sur certains types de jeux ont fait qu'elles se sont également répandues aux ordinateurs personnels.

## Typologie

### Les périphériques classiques
Les périphériques les plus courants pour jouer au jeu vidéo sont les manettes de jeu ou la combinaison clavier/souris.

#### Manette de jeu

Evolution des manettes depuis la NES à la PS4
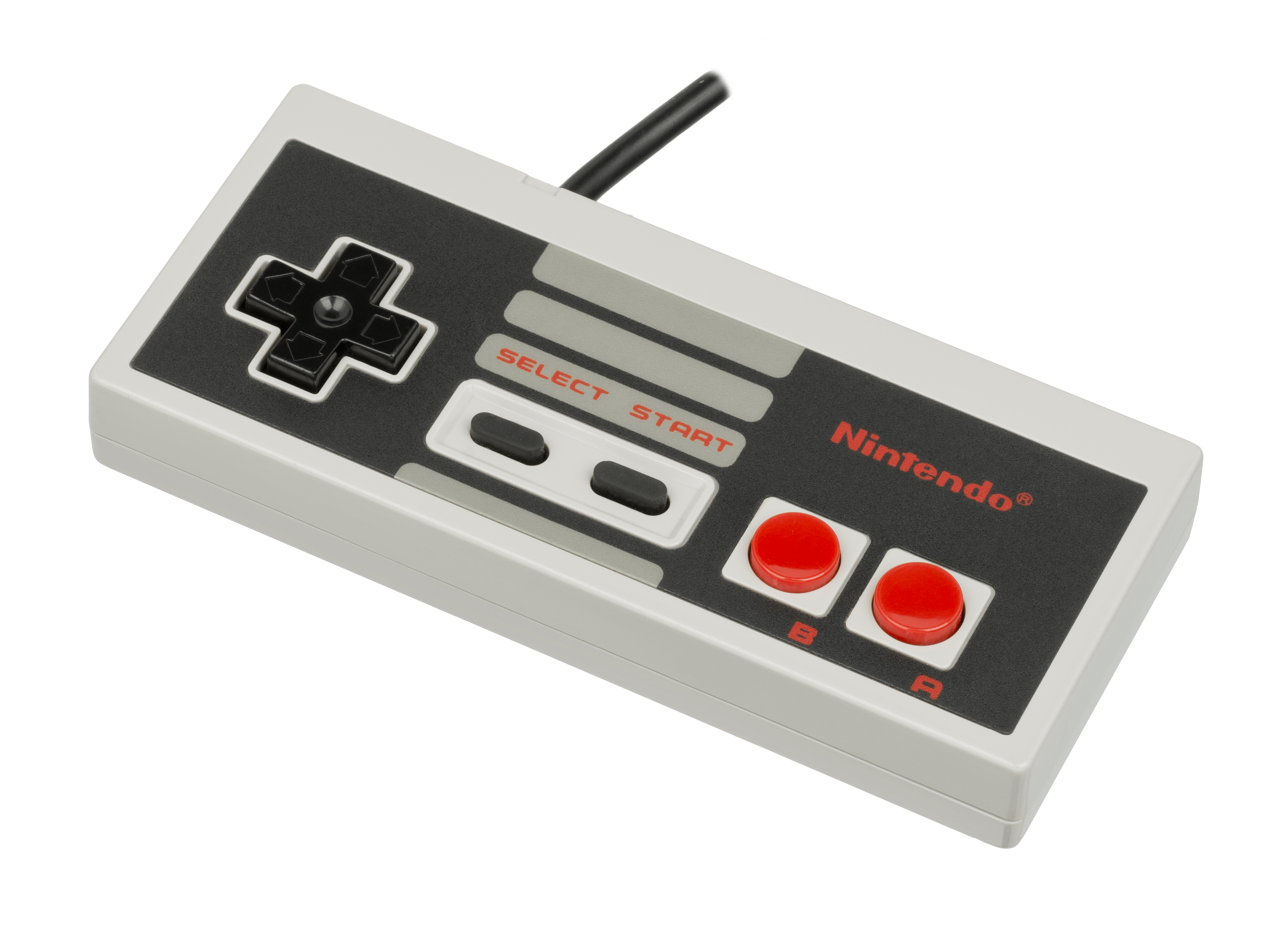
Manette de NES.
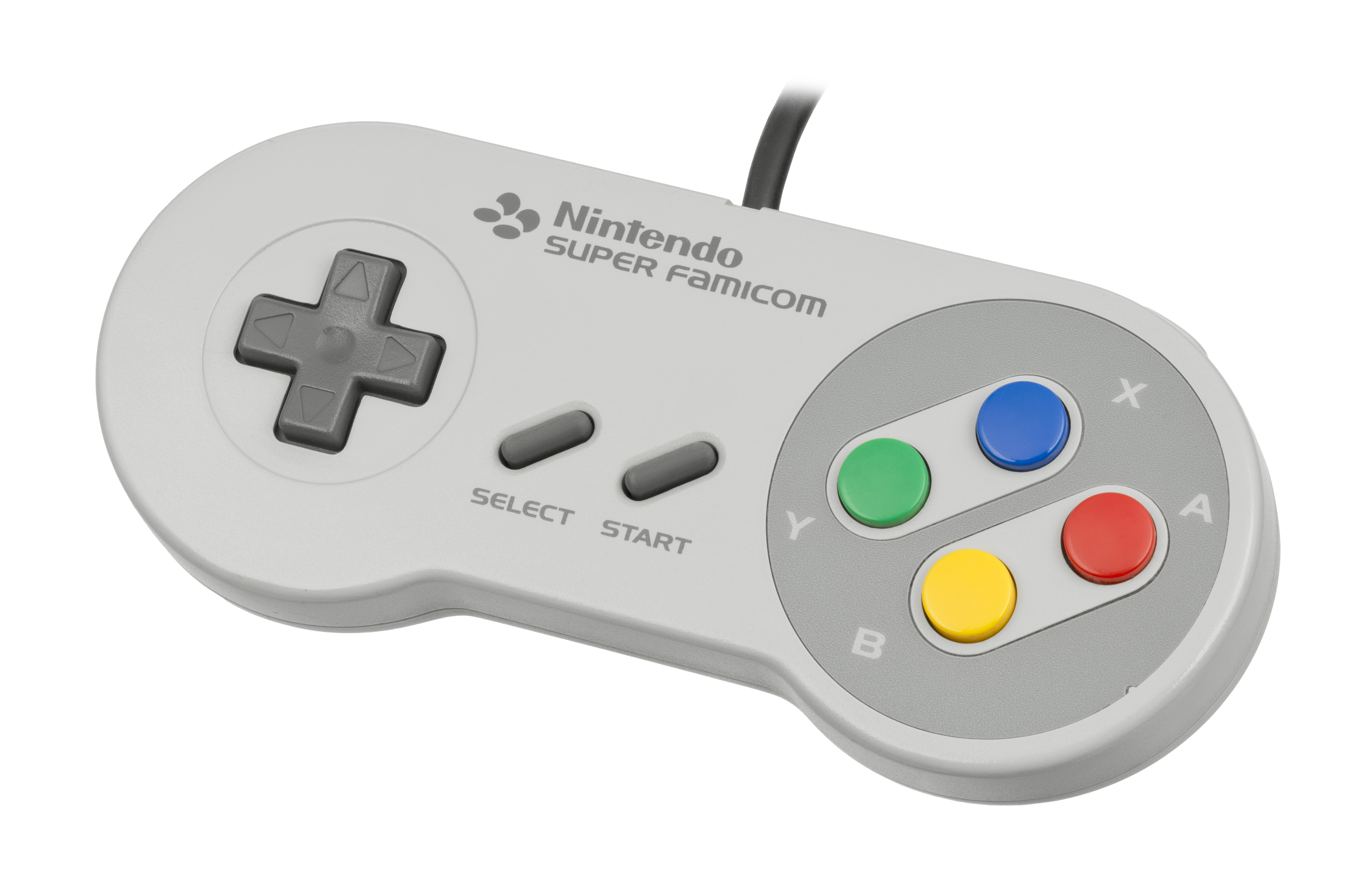
Manette de Super Nintendo.
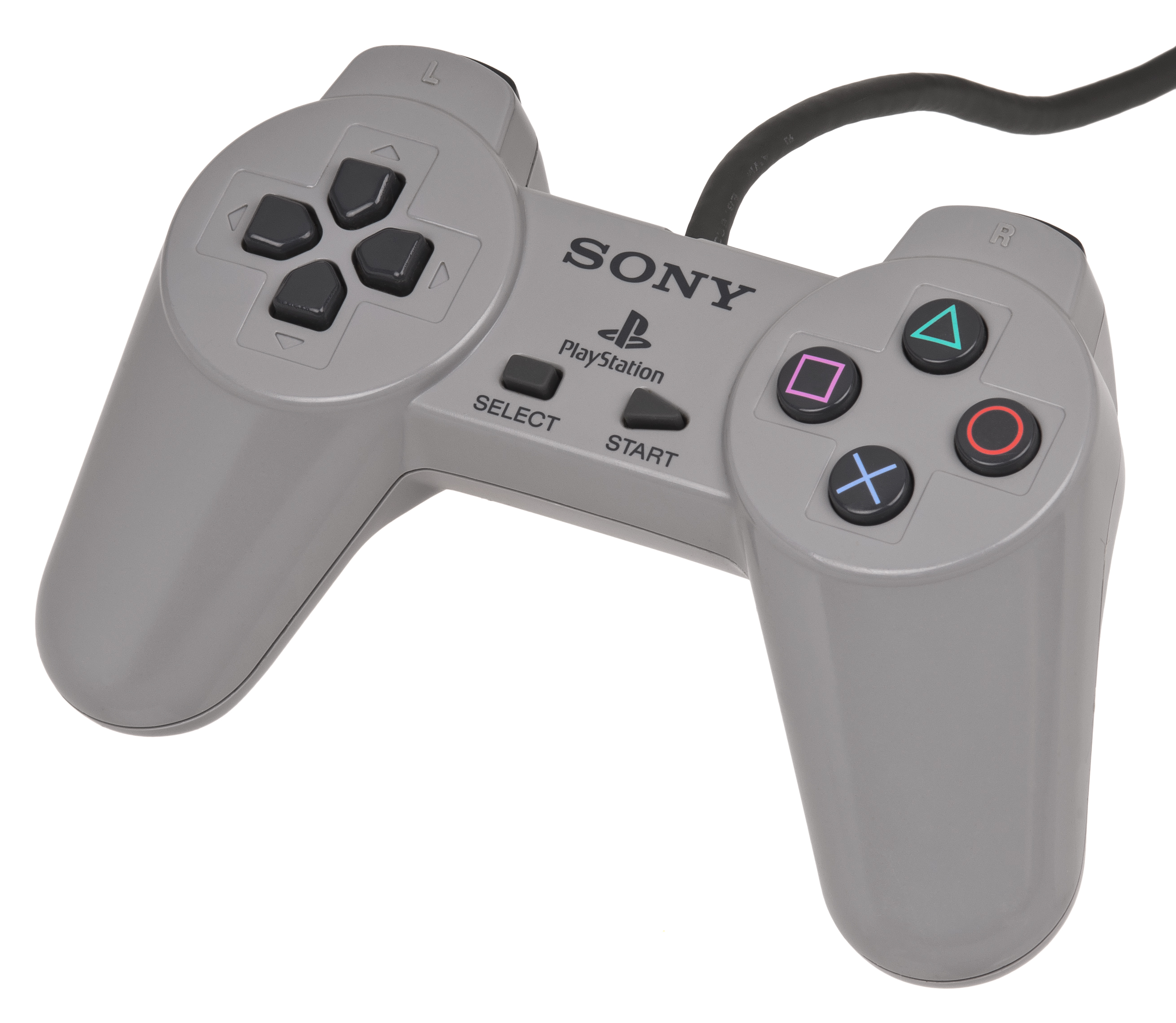
Manette de PlayStation.
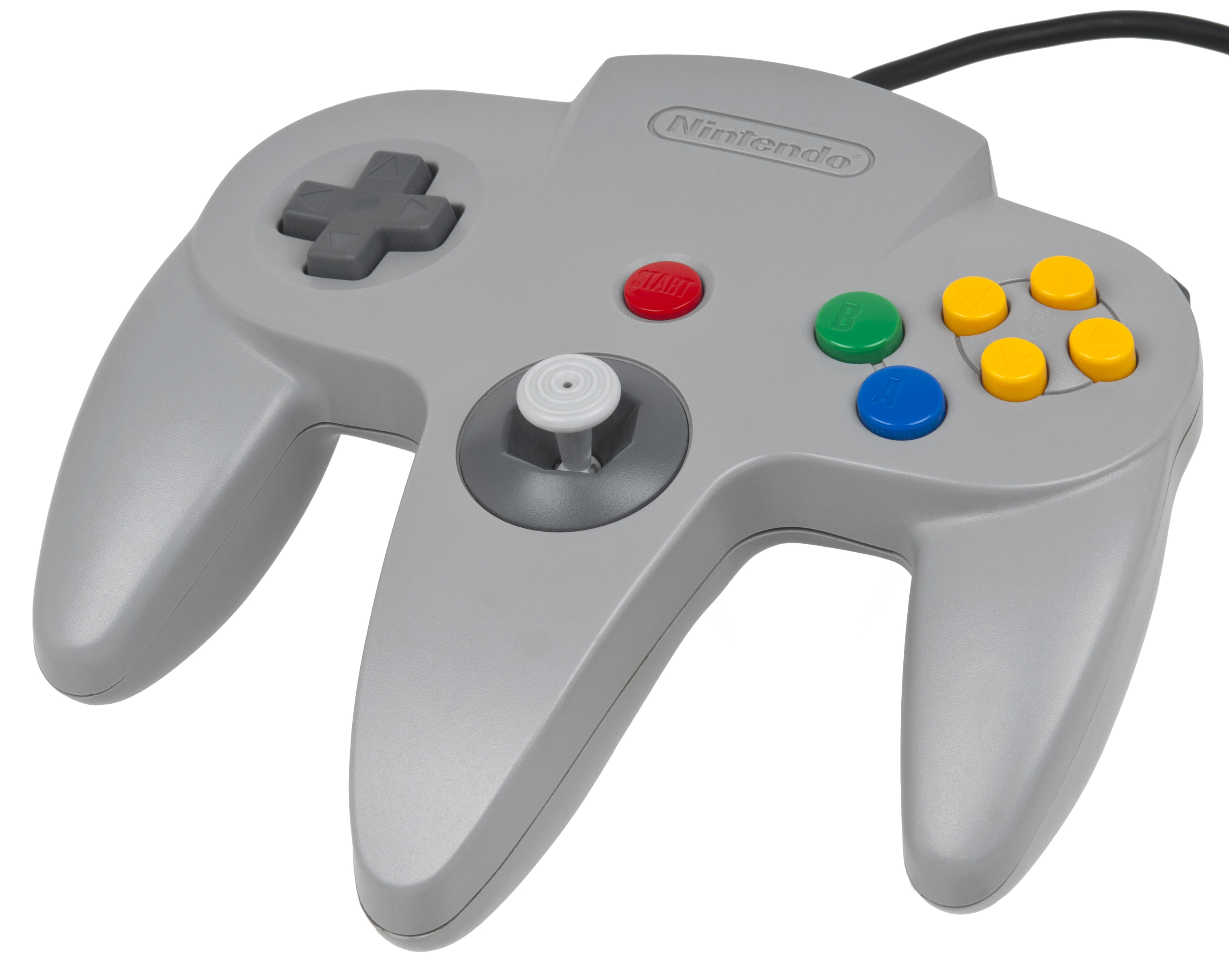
Manette de Nintendo 64.
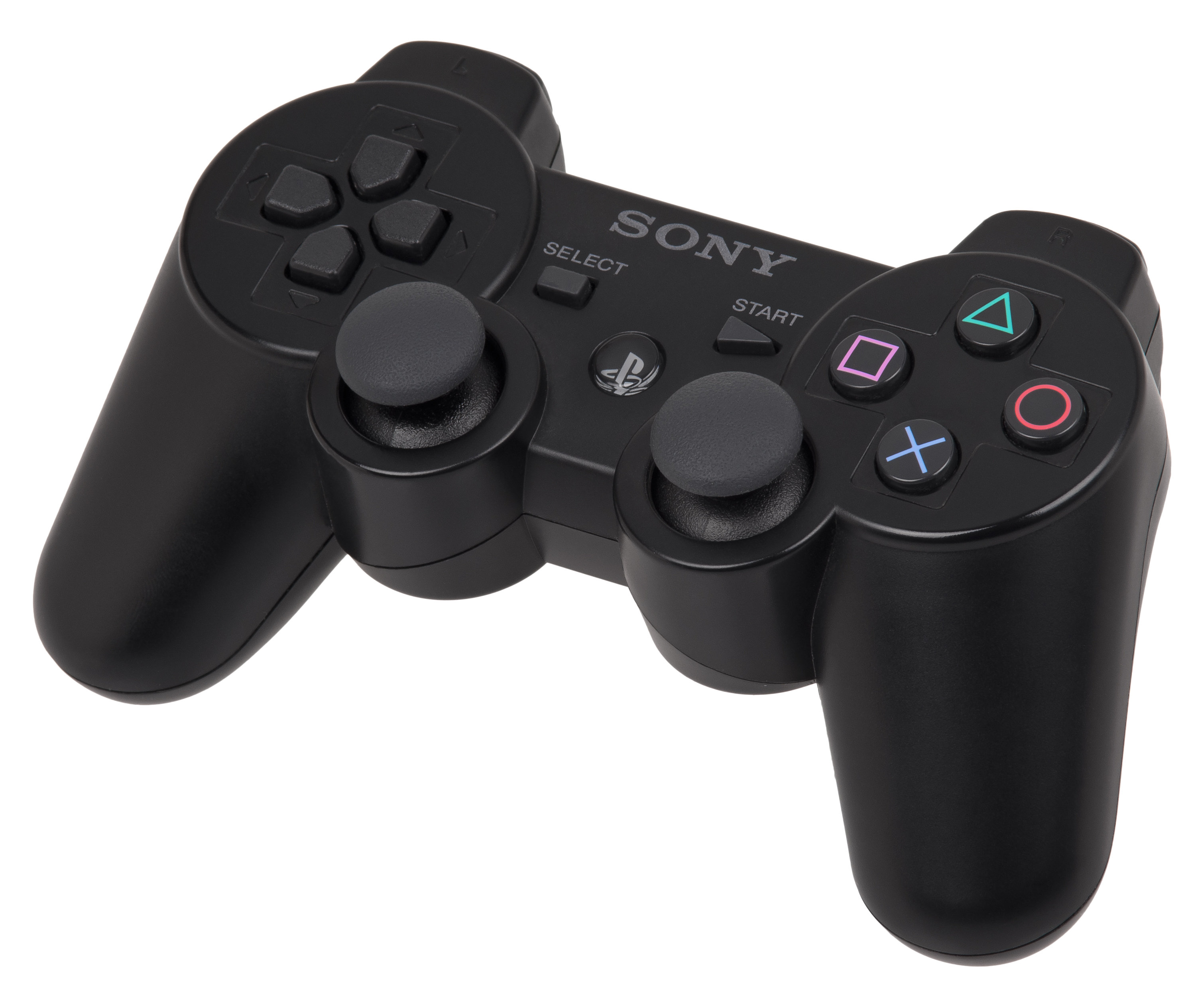
Manette de PlayStation 3.
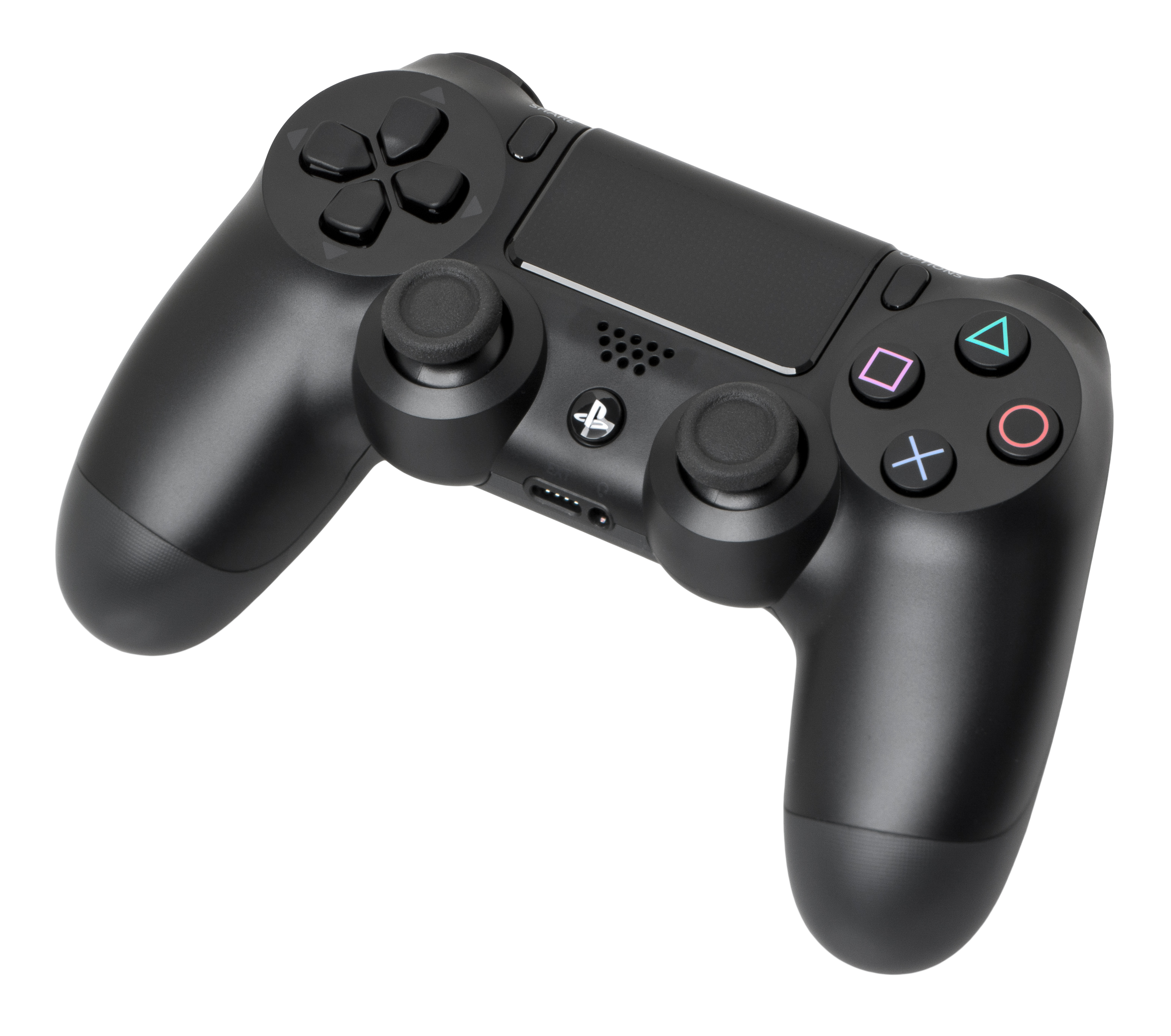
Manette de PlayStation 4.

Les manettes de jeu (ou tout simplement manette) constituent un type de contrôleur de jeu. Elles sont généralement tenues par les joueurs avec les deux mains et les pouces permettent d'appuyer sur les touches. Habituellement, les touches permettant de réaliser les actions sont contrôlées par le pouce droit alors que le pouce gauche s'occupe des touches directionnelles.
La plupart des contrôleurs de jeu modernes sont des variantes des manettes standard. En plus des touches habituelles des manettes classiques, il n'est pas rare de voir que les manettes actuelles possèdent également des touches situées sur la tranche de la manette, ainsi qu'au centre. Ces dernières sont souvent dénommées en anglais start (démarrer), select (choisir), et mode. Il n'est pas rare non plus qu'elles possèdent des moteurs à l'intérieur pour produire des effets de vibration en réponse à un évènement dans le jeu.
Les manettes sont les principaux objets qui permettent de jouer sur pratiquement toutes les consoles de jeu modernes. Elles sont également disponibles pour les ordinateurs personnels, mais peu de jeux PC permettent vraiment leur utilisation nativement, préférant ainsi la combinaison classique clavier/souris. Cependant, la plupart des émulateurs consoles permettent d'utiliser les manettes.

#### Clavier et souris

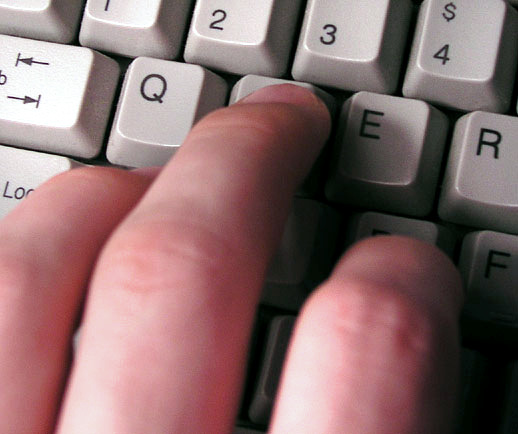
La disposition WASD (claviers américains) est souvent utilisée sur les FPS.

Le clavier et la souris sont les deux périphériques d'entrée habituels d'un ordinateur personnel et sont actuellement les principaux contrôleurs pour les jeux PC. Certaines consoles de jeu permettent également au joueur de se servir d'un clavier et d'une souris. Les claviers informatiques ont été conçus avec pour base le clavier des machines à écrire et comme objectif la saisie de texte. Une souris est un dispositif de pointage tenu à la main qui est utilisée en plus du clavier.
Dans les jeux, leur utilisation est surtout faite sur ordinateur. Mais le clavier et la souris sont très adaptés à certains types de jeux. En particulier pour les jeux de tir à la première personne, dans lesquels le clavier permet habituellement de contrôler les déplacements du joueur et la souris l'angle de vue et permet aussi de viser avec l'arme. Mais aussi pour les jeux de stratégie comme Age of Empires III. La souris permet de cliquer facilement sur les différentes zones de l'écran, de donner des ordres à ses troupes ou autres.

### Les périphériques spécialisés
Il existe de nombreux périphériques adaptés à des pratiques particulières. Ces contrôleurs essaient de ressembler à des objets du quotidien pour augmenter l'immersion du joueur.

#### Jeux musicaux
Les jeux musicaux sont souvent accompagnés de nombreux accessoires.

##### Les instruments

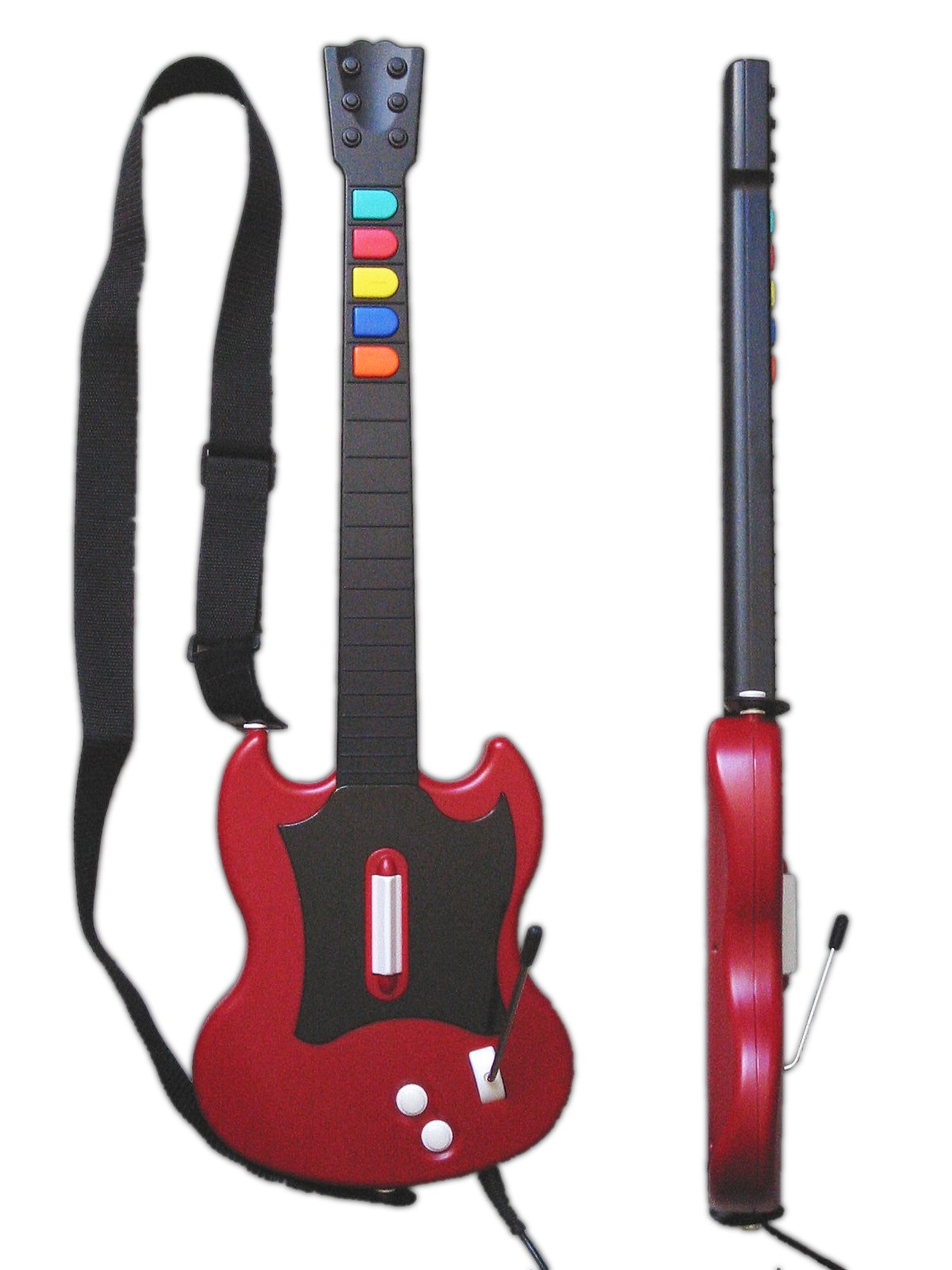
La guitare du jeu Guitar Hero II, pour PlayStation 2 ou Xbox 360 (2006).

Les jeux musicaux sont souvent jouables à l'aide d'un contrôleur adapté prenant la forme d'un instrument de musique. Selon l'instrument, il s'agit de suivre une rythmique qui s'affiche à l'écran (Donkey Konga, Guitar Hero, Rock Band).
Les séries Rock Band et Guitar Hero, qui placent le joueur au sein d'un groupe de rock, présentent des contrôleurs inspirés des instruments de musiques traditionnels, tels que des guitares ou des batteries.

##### Les microphones
Les jeux musicaux de chants sont souvent jouables à l'aide d'un microphone adapté prenant la forme d'un microphone utilisé en concert. Selon l'instrument, il s'agit de suivre une mélodie (Singstar, Rock Band ou Guitar Hero).

##### Lestapis de danse
Les tapis de danse sont généralement reliés à un système qui reproduit ce que la personne doit faire. À chaque mouvement, un nouveau pas apparaît et ainsi de suite.
Certains jeux de danse utilisent aussi des caméras. (Voir Camera)

#### Simulation de véhicules
Les jeux de simulation automobile ou aéronautique utilisent souvent des périphériques spécifiques.

##### Joystick
Les volants de course constituent un type de contrôleur de jeu qui sont principalement utilisés pour les jeux d'aviation comme Flight Simulator.

##### Volant

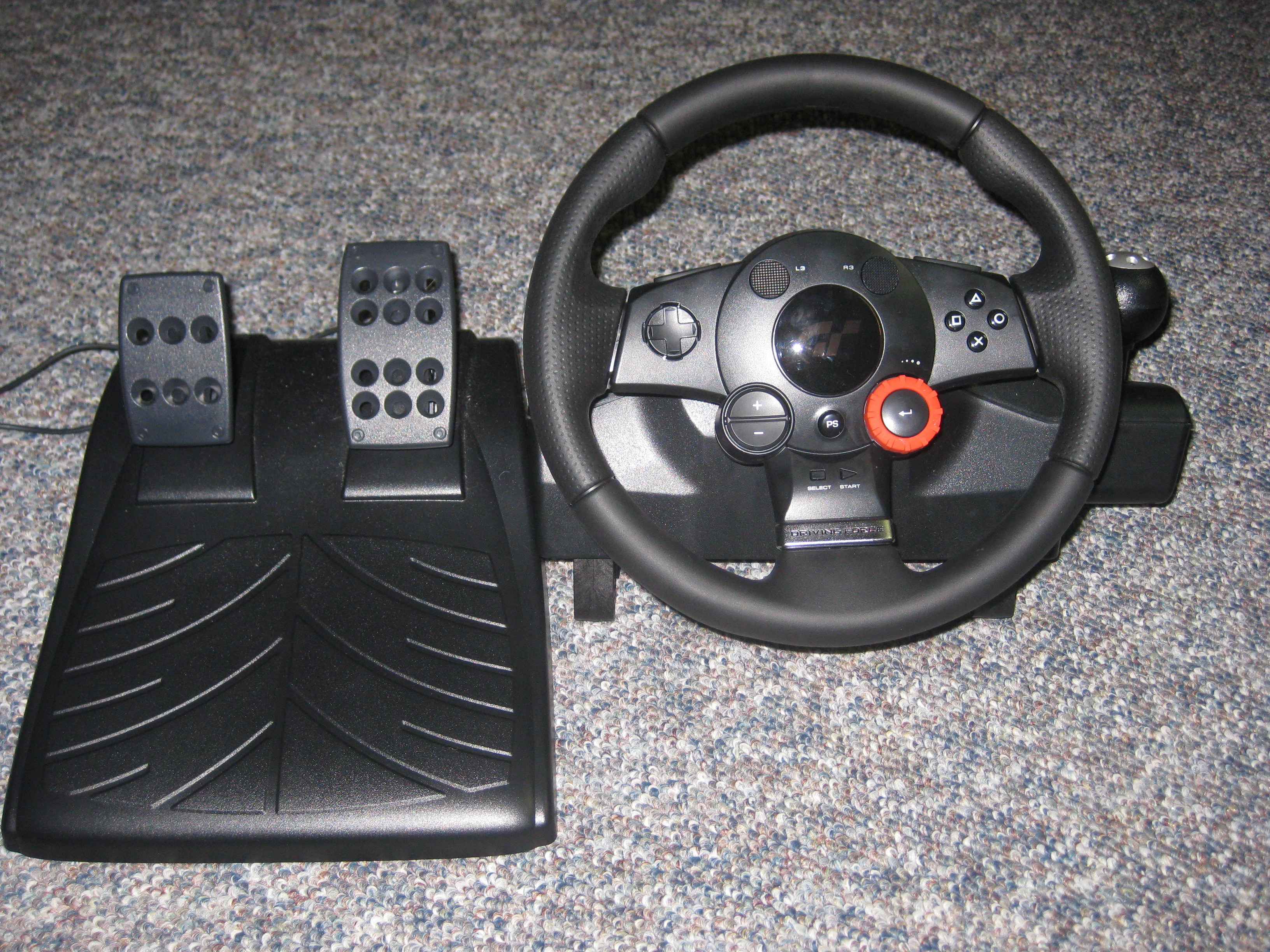
Volant de course Logitech pour le jeu Gran Turismo 5.

Les volants de course constituent un type de contrôleur de jeu qui sont principalement utilisés pour les jeux de course comme Gran Turismo, Forza Motorsport, et Live for Speed. Techniquement ces volants sont une sorte de version agrandie d'un paddle.
Certains d'entre eux émettent des retours de force, c'est-à-dire qu'ils ont été conçus pour donner les mêmes sensations qu'il est possible de percevoir au volant d'une véritable voiture. Toutefois, le réalisme varie selon les jeux. Il est également courant qu'avec le volant des pédales soient présentes pour permettre de contrôler l'accélération et le freinage. Les volants proposent généralement aussi un système pour changer les vitesses. Il peut s'agir d'une simple manette qui est poussée vers l'avant ou vers l'arrière pour passer la vitesse suivante ou rétrograder, ou bien parfois d'une boîte de vitesses qui se rapproche de celles des voitures.
La plupart des volants destinés aux jeux vidéo peuvent tourner de 100° de chaque côté, mais il existe également des modèles, comme le Logitech Driving GT, qui peut tourner à 450° de chaque côté (donc paramétrable de 40 à 900°), soit 2,5 tours d'une position extrême à l'autre.

#### Autres périphériques spécifiques

##### Pistolet optique
Certains jeux vidéo proposent aussi de jouer avec une arme factice (pistolet, fusil, bazooka). Il s'agit principalement des jeux du genre rail shooter avec lesquelles le joueur doit tirer sur des cibles à l'écran. La première arme destinée aux jeux vidéo sur console pour le grand public a été vendu pour les consoles Odyssey. Puis Nintendo en a également proposé un avec sa console NES. La nouvelle console de cette firme, la Wii, intègre également une variante de ce type de contrôleur (voir Wiimote).

### Les périphériques détecteurs de mouvements

#### Gyroscopes
Les contrôleurs ce type sont en général constitués d'un ensemble de capteurs gyromètres correspondant chacun à une touche de la manette standard, et d'un récepteur à fréquence radio ou infrarouges connecté à la console ou au PC. Ces capteurs, une fois connectés membres du joueur, permettent de retranscrire les mouvements disponibles dans le jeu (saut, coup de poing, lancé d'objets, etc.). Ce type de périphérique, prévu surtout pour les jeux de combat et les simulations de sports, est à la fois très physique d'utilisation et très immersif.
Exemples :
- Wiimote
- Playstation Move

#### Camera

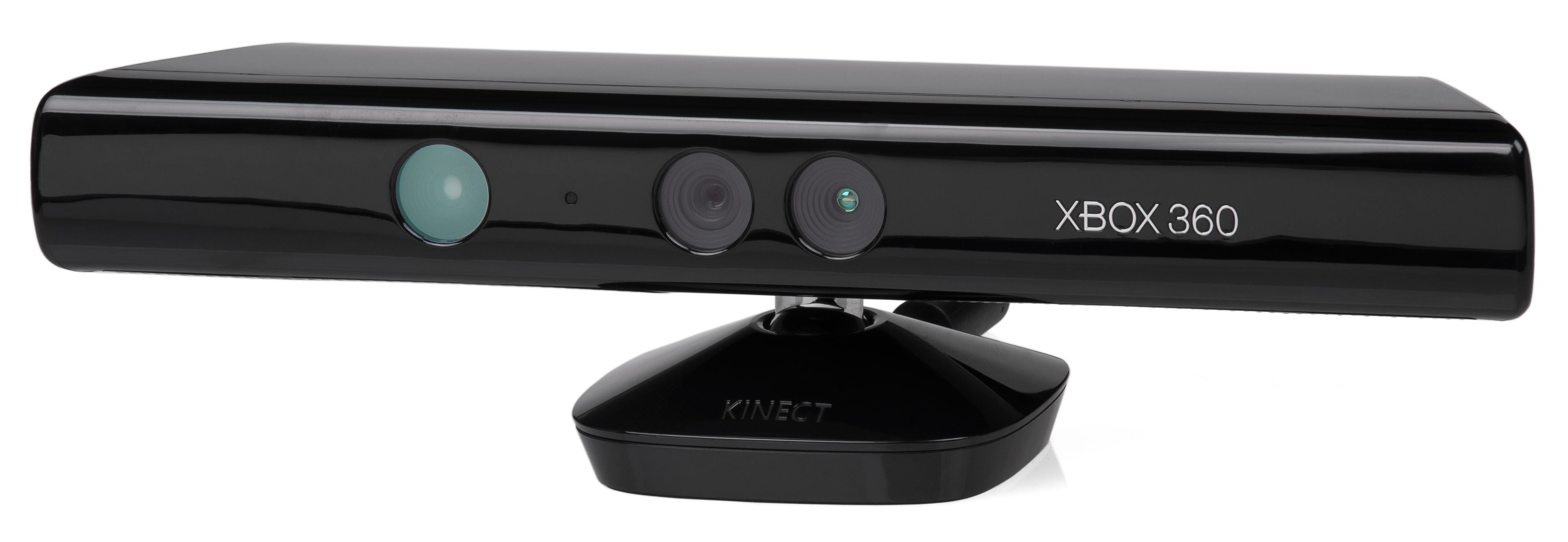
Une camera Kinect pour la Xbox 360.

Les contrôleurs ce type ont pour élément principal une caméra. On peut voir s'y ajouter certains éléments que le joueur doit tenir en main, comme pour le Playstation Move de Sony.
La première camera de ce type grand public pour console de jeux sort en 2003, il s'agit de la Eye Toy pour la Playstation 2. C'est une simple camera, qui filme la scène de jeu. La console analysant l'image pour en déduire les mouvements du joueur. Il faut la placer à côté de la télévision, elle permet principalement de jouer à des minijeux.
En 2010 pour concurrencer la Wiimote de Nintendo, Microsoft sort Kinect pour sa Xbox 360. C'est une idée très similaire à l'Eye Toy, mais améliorée. La console et la camera sont capables de reconnaître précisément les mouvements des jambes et des bras du joueur. Elle dispose en plus de capteurs infrarouges pour modéliser son environnement en 3D. Elle sera un véritable succès commercial.
En 2013, la Kinect 2 est d'office comprise avec la Xbox One, la nouvelle console de Microsoft. Elle fait même partie du cœur de la stratégie pensée par Microsoft pour sa Xbox One. Finalement, les ventes ne décollant pas, à partir d'octobre 2014, des packs Xbox One sortent sans la Kinect 2. Peu de jeux sont sortis actuellement pour Kinect 2.

### Les autres périphériques

#### Paddle
Un paddle est un contrôleur de jeu qui possède plusieurs boutons dont le principal peut être tourné (une sorte de molette). Typiquement, ce dernier est utilisé dans les jeux pour contrôler les mouvements d'un personnage ou d'un objet le long d'un axe de l'écran (par exemple Pong). Les paddles étaient les premiers contrôleurs analogiques, ils sont tombés en désuétude lorsque les jeux du genre "balle et paddle" sont devenus moins prisés.

#### Trackball
Un trackball (ou boule de commande) est basiquement une simple souris à boule renversée dont la boule est manipulée à l'aide de la paume de la main. Les trackballs ont l'avantage de ne pas avoir besoin de beaucoup de place sur un bureau et de pouvoir être aussi rapide que la boule peut être déplacée. Ces objets sont plus rapides que les souris car l'espace n'est pas un problème.
Des exemples courants de jeux qui peuvent être joués à l'aide d'un trackball sont les jeux Centipede, Marble Madness et Golden Tee.

#### Écran tactile

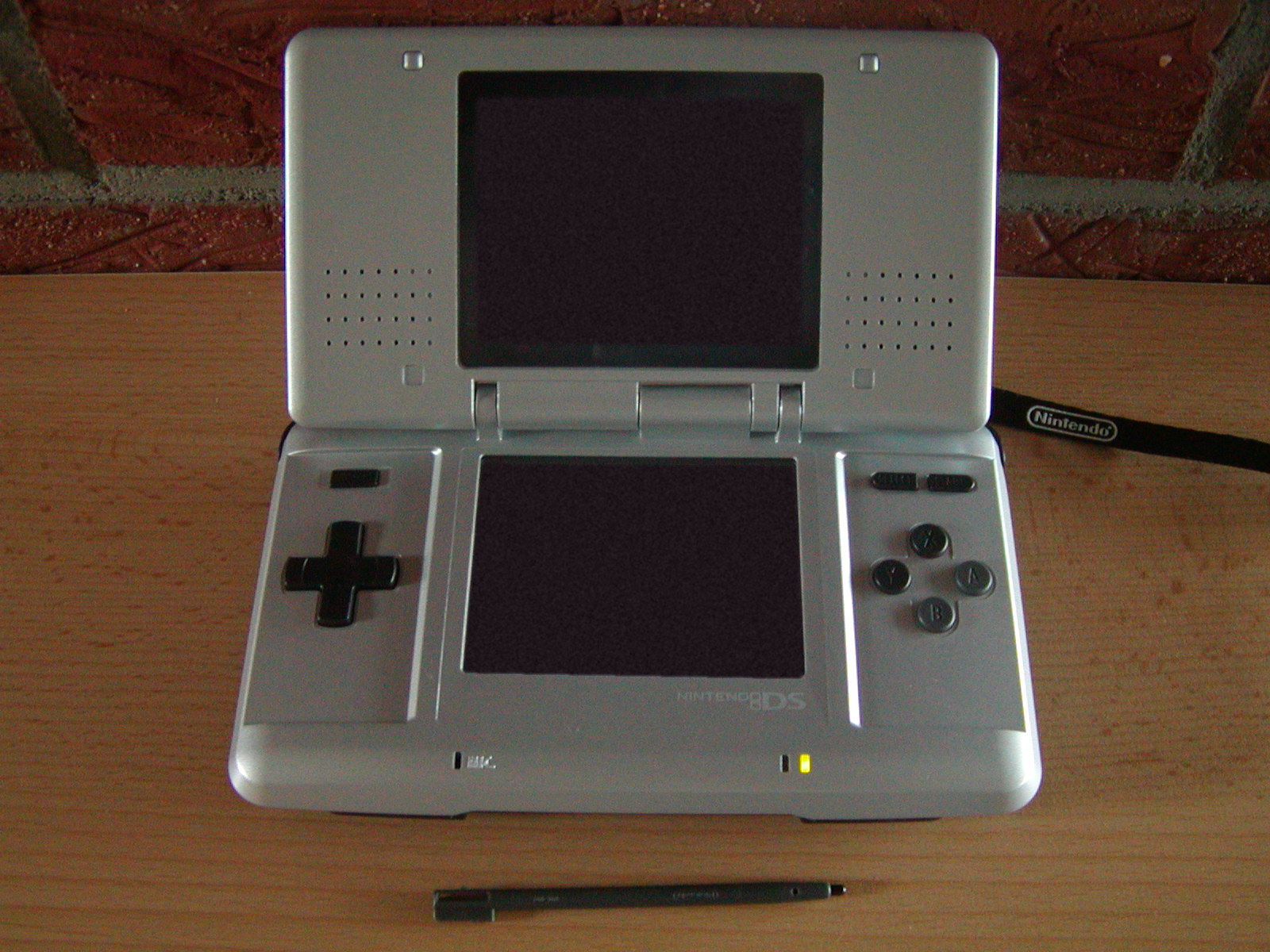
L'écran inférieur de la Nintendo DS est un écran tactile.

Un écran tactile est un écran qui peut être utilisé comme périphérique d'entrée pour permettre à un utilisateur d'interagir avec un ordinateur en touchant l'écran d'affichage. Ils ont fait leur première apparition sur console avec les jeux game.com de Tiger. Ils ont récemment été rendu populaires grâce à Nintendo grâce à leur console portable Nintendo DS. D'autres systèmes, notamment les PDA (comme le Tapwave Zodiac) ou plus récemment les tablettes tactiles ont également mis à profit leur écran tactile pour les jeux.
Les écrans tactiles modernes sont recouverts d'un film plastique peu épais, transparent et résistant. Le point de contact de l'écran avec le doigt ou autre est obtenu grâce à la capacité électrique. Ils sont parfois capable de gérer plusieurs doigts simultanément, on appelle cela des écrans multitouch.

## Longévité du matériel
Les contrôleurs de jeux ont des durées de vie variables. Pour les manettes classiques, ce sont des composants électroniques basiques et assez fiables. Si elles sont utilisées convenablement, les manettes ont des durées de vie assez longues. Elles sont conçues pour des durées de 10 ans minimum.

## Problème de santé
Étant donné que les contrôleurs de jeu constituent le matériel principal pour interagir avec les jeux vidéo, ils doivent être conçus de façon ergonomique le plus possible pour que le plus grand nombre de joueurs se sentent à l'aise avec celui-ci et notamment, ils doivent éviter au maximum d'être source de problèmes physiques tels que des troubles musculosquelettiques ou le syndrome du canal carpien (lésion au niveau du poignet). Actuellement[Quand ?], la plupart des contrôleurs de jeu sont conçus pour que leur prise en main soit naturelle et détendue. C'est ainsi que sont apparues des manettes avec des angles arrondis comme celles de la Super NES ou de la Mega Drive par rapport aux manettes comme celle de la NES ou de la Master System qui n'étaient qu'un simple pavé de touches.
Cependant, il est impossible de concevoir une manette parfaite puisque la morphologie des mains des joueurs est différente pour chacun, elle varie notamment en fonction de l'âge. En effet, derrière la manette, le joueur peut être un enfant, un adolescent ou encore un adulte. Par exemple, la manette de la Xbox à sa sortie a été critiquée par de nombreux joueurs pour sa trop grande taille, mais en fait certains joueurs ayant de longs doigts ont affirmé qu'ils se sentaient plus à l'aise qu'avec les manettes habituelles.
Certaines manettes sont connues pour produire des syndromes bien particuliers. Au début des années 1990, il arrivait qu'un usage intensif des manettes Nintendo causât des brûlures, voire des ampoules au niveau du pouce de certains joueurs à cause de la dureté des boutons [réf. nécessaire]. Ce symptôme avait fait apparaître chez les anglophones le terme de « Nintendo fingers » (littéralement les doigts Nintendo), c'est-à-dire qu'il était possible de reconnaître aux doigts de la personne qu'elle jouait à la Nintendo. Un autre phénomène plus courant mais moins dangereux dénommé « Nintendo cramp » était une crampe ressentie dans la paume de la main au niveau de la liaison du pouce. Ce symptôme a tendance à apparaître chez les joueurs qui utilisent des manettes trop petites.
Traumatismes dus à des mouvements répétés
L’utilisation des jeux vidéo de sports avec des périphériques tels que la Wiimote ou la Kinect peuvent provoquer des fatigues comme celles ressenties lors de la pratique d’un sport normal. Il est donc nécessaire de respecter le temps de pratique ainsi que des temps de récupération.
Inflammations du coude, douleurs aux épaules, aux poignets, aux bras, au cou ou encore au dos, les scientifiques ont donné un nom à toutes ces formes de blessures engendrées par une trop longue utilisation de la Wiimote : le Wii-elbow. Ce nom est apparu en référence au tennis-elbow, bien connu des joueurs de tennis et qui se traduit par un échauffement de la partie externe du coude. Début juin 2007, la prestigieuse revue médicale The New England Journal of Medicine rapporte le premier cas de « wiite aiguë ».